# Alfred Guyot
Alfred Honoré Guyot (Antwerpen, 7 februari 1831 - aldaar, 2 december 1905) was een Belgisch politicus voor de Katholieke Partij.

## Biografie
Jonkheer Alfred Guyot was een zoon van Edouard Guyot en Marie-Cathérine della Faille de Waerloos. Samen met zijn broer Victor Guyot werd hij in 1856 in de erfelijke adel opgenomen. Hij trouwde met Marie-Jeanne van Praet (1839-1911). Ze kregen drie zoons die jong stierven.
Op 16 september 1873 werd hij (bij buitengewone verkiezing ter vervanging van de overleden Louis Gerrits) verkozen tot katholiek volksvertegenwoordiger voor het arrondissement Antwerpen. Hij legde de eed af op 12 november 1873 en vervulde dit mandaat tot in 1892. Hij was ook van 1888 tot 1904 lid en ondervoorzitter van de beheerraad van het Burgerlijk en Militair Huis van Bewaring in Antwerpen.